# Róna László (sportoló)
Róna László (Budapest, 1913. május 20. – Marbella, Spanyolország, 2007. május 20) válogatott magyar jégkorongozó, teniszező.

## Pályafutása
1936 és 1939 között három bajnoki címet nyert a BKE jégkorongozójaként. 28 alkalommal szerepelt a magyar válogatottban. Részt vett az 1936-os téli olimpián, valamint az 1937-es, az 1938-as és az 1939-es világbajnokságokon. Teniszezőként az ÚTE színeiben szerepelt.
1939-ben az erősödő antiszemitizmus miatt elhagyta az országot, és Svájcba emigrált, ahol egy szezon erejéig az EHC Arosa csapatába igazolt. Az 1940–1941-es idényben már a finn Kronohagens IF csapatában játszott, ahol bajnokságot nyert az együttessel. Ezután Svédországba költözött és a Karlbergs BK játékosa lett. Emellett indult a svéd tenisz bajnokságban is és 1942-ben meg is nyerte azt. A világháború után, 1949–50-ben francia Paris Lions jégkorongozója volt. Ezt követően visszavonult az aktív sportélettől és Spanyolországban telepedett le.